# Софийски говор
Софийският говор е български диалект, говорен в западната част на Софийското поле. На север той граничи с врачанския говор, на запад с преходните говори, на юг със самоковския, a на изток с елинпелинския. За граница между елинпелинския говор и софийския се приема река Искър.
Софийският говор принадлежи към югозападните говори.

## Характерни особености
- Гласна o вместо стб. ъ в суфикса -ък (вòсок, пèток, песòк, ручòк), в представките въз- и съ- (возврàшта, возвѝва, соберè, соблàча) и в предлозите във, въз и със (воф сèло, вов горàта, воз нàзе, воз рекàта, coc нèго, coc нòѕе, coc стрàх).
- Ерова гласна вместо стб. ѫ, ъ и ь в коренна сричка: къ̀шта, мъ̀ш, дъш, сън, мъ̀гла, тъ̀нок. В глаголното окончание за 3 л. мн. ч. сег. време обаче има a вместо стб. ѫ: стойà (стоят), четà, накладà.
- Съчетания ръ, лъ: дръ̀во, кръ̀па, мръ̀таф, злъ̀ва, жлътѝца.
- Окончание -м за 1 л. ед. ч. сег. време при всички глаголи: четèм, òдим, пѝшем.
- Частица за бъдеще време че: че четèм, че òдим, че пѝшем.
- Изпаднала съгласна -т от окончанието в 3 л. мн. ч. сег. време: онѝ йадà, пийà, четà, накладà.